# Liste der Landtagswahlkreise in Thüringen 1990
Die Liste der Landtagswahlkreise in Thüringen 1990 enthält alle Wahlkreise für die ersten Landtagswahlen in Thüringen nach der Wiedervereinigung am 14. Oktober 1990.
Die Einteilung der Wahlkreise wurde, zusammen mit der der anderen neuen Bundesländer, von der Volkskammer bestimmt. Die Wahlkreise sollten dabei etwa 60.000 Einwohner umfassen, die maximale Abweichung betrug 25 Prozent.
Zur Landtagswahl 1994 wurden die Wahlkreise der kommunalen Neugliederung angepasst. Die Zahl blieb jedoch bei 44.

## Wahlkreise
Alle Wahlkreise wurden von den Kandidaten der CDU gewonnen. Die Aufzählung der Gemeinden ist nicht vollständig.
| Nr. | Name                              | Gebiet | Direktmandat           |
| --- | --------------------------------- | --- | ---------------------- |
| 1   | Heiligenstadt – Worbis II         | Landkreis Heiligenstadt Landkreis Worbis: Berlingerode, Wingerode | Dieter Althaus         |
| 2   | Worbis I                          | Landkreis Worbis: Bernterode, Beuren, Birkungen, Bischofferode, Bockelnhagen, Bodenrode, Böseckendorf, Brehme, Breitenbach, Breitenholz, Breitenworbis, Deuna, Ecklingerode, Ferna, Gernrode, Gerterode, Großbodungen, Hauröden, Hausen, Haynrode, Holungen, Hüpstedt, Hundeshagen, Jützenbach, Kallmerode, Kaltohmfeld, Kirchohmfeld, Ohmfeld, Kleinbartloff, Kraja, Leinefelde, Neuendorf, Neustadt, Niederorschel, Rüdigershagen, Silkerode, Steinbach, Tastungen, Teistungen, Vollenborn, Wallrode, Wehnde, Weißenborn-Lüderode, Witzingerrode, Worbis, Zäunroden, Zwinge | Willibald Böck         |
| 3   | Nordhausen I                      | Landkreis Nordhausen: Bielen, Buchholz, Görsbach, Herrmannsacker, Leimbach, Nordhausen, Petersdorf, Rodishain, Rüdigsdorf, Steigerthal, Stempeda, Urbach | Klaus Zeh              |
| 4   | Nordhausen II                     | Landkreis Nordhausen: Appenrode, Auleben, Bleicherode, Branderode, Elende, Ellrich, Etzelsrode, Friedrichsthal, Großlohra, Großwechsungen, Gudersleben, Günzerode, Haferungen, Hainrode, Hamma, Harzungen, Heringen/Helme, Herreden, Hesserode, Hohenstein, Holbach, Hörningen, Ilfeld, Immenrode, Kehmstedt, Kleinbodungen, Kleinwechsungen, Klettenberg, Kleinfurra, Kraja, Liebenrode, Limlingerode, Lipprechterode, Mackenrode, Mauderode, Neustadt/Harz, Niedergebra, Niedersachswerfen, Nohra, Obergebra, Obersachswerfen, Pützlingen, Rehungen, Rothesütte, Schiedungen, Sollstedt, Steinbrücken, Sundhausen, Trebra, Uthleben, Werther, Windehausen, Wipperdorf, Wolffleben, Wolkramshausen, Wülfingerode | Egon Primas            |
| 5   | Eisenach I                        | Landkreis Eisenach: Berka/Werra, Burkhardtroda, Dankmarshausen, Dippach, Eckardtshausen, Eisenach, Ettenhausen a, d, Suhl, Etterwinden, Fernbreitenbach, Förtha, Gerstungen, Gospenroda, Großensee, Herda, Horschlitt, Kupfersuhl, Lauchröden, Marksuhl, Neuenhof, Neustädt, Oberellen, Sallmannshausen, Stedtfeld, Unterellen, Vitzeroda, Wartha, Wolfsburg-Unkeroda, Wünschensuhl | Manfred Heise          |
| 6   | Eisenach II – Mühlhausen II       | Landkreis Eisenach: Berka vor dem Hainich, Berteroda, Beuernfeld, Bischofroda, Bolleroda, Buchenau, Creuzburg, Ebenshausen, Ettenhausen, Falken, Frankenroda, Großburschla, Großenlupnitz, Hallungen, Hastrungsfeld-Burla, Hötzelsroda, Ifta, Kälberfeld, Kahlenberg, Kittelsthal, Krauthausen, Lauterbach, Madelungen, Mihla, Mosbach, Nazza, Neukirchen, Pferdsdorf-Spichra, Ruhla, Sättelstädt, Scherbda, Schnellmannshausen, Schönau, Seebach, Stockhausen, Stregda, Thal, Treffurt, Ütteroda, Wenigenlupnitz, Wutha-Farnroda Kreis Mühlhausen: Altengottern, Bollstedt, Dachrieden, Diedorf, Dörna, Eigenrieden, Faulungen, Felchta, Flarchheim, Großengottern, Heroldishausen, Heyerode, Hildebrandshausen, Höngeda, Hohenbergen, Kammerforst, Langula, Niederdorla, Oberdorla, Oppershausen, Schierschwende, Seebach, Wendehausen | Werner Grünert         |
| 7   | Mühlhausen I                      | Landkreis Mühlhausen: ??? | Thomas Kretschmer      |
| 8   | Sondershausen                     | Landkreis Sondershausen | Walter Möbus           |
| 9   | Artern                            | Landkreis Artern | Reinhard Lotholz       |
| 10  | Langensalza                       | Landkreis Langensalza | Peter Bonitz           |
| 11  | Sömmerda                          | Landkreis Sömmerda | Dietmar Werner         |
| 12  | Gotha I                           | Landkreis Gotha: Aspach, Ballstädt, Brüheim, Bufleben, Eschenbergen, Friedrichswerth, Friemar, Goldbach, Gotha, Hochheim, Metebach, Molschleben, Remstädt, Sonneborn, Teutleben, Tröchtelborn, Tüttleben, Eangenheim, Warza, Weingarten, Westhausen | Johanna Köhler         |
| 13  | Gotha II                          | Landkreis Gotha: ??? | Josef Duchac           |
| 14  | Arnstadt                          | Landkreis Arnstadt | Winfried Neumann       |
| 15  | Erfurt I                          | Erfurt: ??? | Johanna Arenhövel      |
| 16  | Erfurt II                         | Erfurt: ??? | Norbert Otto           |
| 17  | Erfurt III                        | Erfurt: ??? | Jörg Kallenbach        |
| 18  | Erfurt IV                         | Erfurt: ??? | Jörg Schwäblein        |
| 19  | Erfurt, Land – Weimar, Land II    | Landkreis Erfurt Kreis Weimar: Ballstedt, Bechstedtstraß, Bergern, Bad Berka, Berstedt, Buttelstedt, Daasdorf am Berge, Daasdorf bei Buttelstedt, Ettersburg, Gabersdorf, Gutendorf, Heichelheim, Hochdorf, Hopfgarten, Hottelstedt, Isseroda, Kleinobringen, Krakendorf, Krautheim, Meckfeld bei Bad Berka, Neumark, Niedergrunstedt, Niederzimmern, Nohra, Obergrunstedt, Ottstadt am Berge, Ramsla, Rittersdorf, Schwarza, Schwerstedt, Tannroda, Thangelstedt, Tiefengruben, Tonndorf, Tröbsdorf, Ulla, Utzberg, Vippachedelhausen, Weiden | Volker Sklenar         |
| 20  | Weimar                            | Weimar | Frank-Michael Pietzsch |
| 21  | Apolda – Weimar, Land I           | Landkreis Apolda Kreis Weimar: ??? | Manfred Spieß          |
| 22  | Rudolstadt                        | Landkreis Rudolstadt | Gert Wunderlich        |
| 23  | Jena – West                       | Jena: Stadtteil West | Axel Stelzner          |
| 24  | Jena – Ost                        | Jena: Stadtteil Ost | Hans-Jürgen Wagner     |
| 25  | Stadtroda – Jena, Land            | Landkreis Stadtroda Kreis Jena | Wolfgang Fiedler       |
| 26  | Gera, Land I – Eisenberg          | Landkreis Gera: Aga, Bad Köstritz, Bocka, Burkersdorf b. Weida, Caaschwitz, Cretschwitz, Crimla, Falke, Forstwolfersdorf, Frießnitz, Gleina, Groß Ebersdorf, Hain, Hartmannsdorf, Hohenölsen, Hundhaupten, Kauern, Köfeln, Kraftsdorf, Lederhose, Lindenkreuz, Mosen, Münchenbernsdorf, Neundorf, Niederndorf, Niederpöllnitz, Reichardtsdorf, Roben, Röpsen, Rohna, Rübersdorf, Saara, Schömberg, Schwarzbach, Steinsdorf, Teichwitz, Thränitz, Töppeln, Trebnitz, Weida, Weißig, Wolfsgefärth, Wünschendorf, Zedlitz Kreis Eisenberg | Konrad Illing          |
| 27  | Gera – Nord                       | Gera: Stadtteil Nord | Eckehard Kölbel        |
| 28  | Gera – Süd                        | Gera: Stadtteil Süd | Matthias Ritter        |
| 29  | Greiz – Gera, Land II             | Landkreis Greiz Landkreis Gera: Bethenhausen, Brahmenau, Braunichswalde, Endschütz, Friedmannsdorf, Gauern, Großenstein, Hermsdorf, Hilbersdorf, Hirschfeld, Korbußen, Linda b. Weida, Paitzdorf, Pölzig, Reichstädt, Ronneburg, Rückersdorf, Schwaara, Seelingstädt, Söllmnitz | Roland Meyer           |
| 30  | Altenburg I                       | Landkreis Altenburg: Altenburg, Ehrenberg, Ehrenhain, Frohnsdorf, Göpfersdorf, Jückelberg, Kosma, Langenleuba-Niederhain, Lehndorf, Mockern, Wilchwitz, Windischleuba, Ziegelheim | Andreas Sonntag        |
| 31  | Schmölln – Altenburg II           | Landkreis Schmölln Kreis Altenburg: Falkenhain, Fockendorf, Gerstenberg, Göhren, Großröda, Haselbach, Kriebitzsch, Lehma, Lödla, Lucka, Meuselwitz, Monstab, Mumsdorf, Naundorf, Prößdorf, Rositz, Starkenberg, Teghwitz, Treben, Wintersdorf, Zetzscha | Fritz Schröter         |
| 32  | Saalfeld                          | Landkreis Saalfeld | Harald Stauch          |
| 33  | Pößneck                           | Landkreis Pößneck | Volker Emde            |
| 34  | Lobenstein – Schleiz I            | Landkreis Lobenstein Landkreis Schleiz: ??? | Manfred Eckstein       |
| 35  | Zeulenroda – Schleiz II           | Landkreis Zeulenroda Kreis Schleiz: Chursdorf, Crispendorf, Dittersdorf, Dragensdorf, Eßbach, Görkwitz, Göschitz, Grochwitz, Kirschkau, Langenbuch, Löhma, Lössau, Möschlitz, Moßbach, Neundorf, Oettersdorf, Plothen, Pörmitz, Schöndorf, Tegau, Thierbach, Volkmannsdorf, Ziegenrück | Peter Schütz           |
| 36  | Bad Salzungen I                   | Landkreis Bad Salzungen: Andenhausen, Bermbach, Borsch, Bremen, Buttlar (Rhön), Dermbach, Diedorf/Rhön, Dietlas, Dönges, Dorndorf, Empfertshausen, Fischbach/Rhön, Frauensee, Gehaus, Geisa, Geismar, Gerstengrund, Kaltenlengsfeld, Kaltennordheim, Ketten, Kieselbach, Klings, Kranlucken, Leimbach, Martinroda, Merkers, Möhra, Motzlar, Oberrohn, Oberzella, Oechsen, Otzbach, Pferdsdorf/Rhön, Bad Salzungen, Schleid, Spahl, Stadtlengsfeld, Sünna, Tiefenort, Unterbreizbach, Urnshausen, Vacha, Völkershausen, Weilar, Wenigentaft, Wiesenfeld, Wiesenthal, Wölferbütt, Zella, Zitters, Brunnhartshausen und Neidhartshausen | Hans-Peter Häfner      |
| 37  | Hildburghausen                    | Landkreis Hildburghausen | Hans-Henning Axthelm   |
| 38  | Meiningen                         | Landkreis Meiningen | Adalbert Bauch         |
| 39  | Ilmenau I                         | Landkreis Ilmenau: Bücheloh, Elgersburg, Frauenwald, Gehren, Geraberg, Geschwenda, Gräfinau-Angstedt, Herschdorf, Heyda, Ilmenau, Langewiesen, Manebach, Martinroda, Neustadt am Rennsteig, Oberpörlitz, Oehrenstock, Pennewitz, Schmiedefeld am Rennsteig, Stützerbach, Vesser, Wümbach | Michael Krapp          |
| 40  | Neuhaus – Ilmenau II              | Landkreis Neuhaus am Rennweg Kreis Ilmenau: Altenfeld, Böhlen, Friedersdorf, Gillersdorf, Großbreitenbach, Möhrenbach, Wildenspring | Bernd Müller-Pathle    |
| 41  | Schmalkalden I – Bad Salzungen II | Landkreis Schmalkalden: Altersbach, Asbach, Breitenbach, Breitungen, Brotterode, Eckardts, Fambach, Floh, Georgenzell, Grumbach, Helmers, Herges-Hallenberg, Heßles, Hohleborn, Mittelstille, Mittelschmalkalden, Möckers, Niederschmalkalden, Pappenheim, Reichenbach, Rosa, Roßdorf, Rotterode, Schnellbach, Schwallungen, Seligenthal, Springstille, Struth-Helmershof, Trusetal, Volkers, Wahles, Wernshausen, Winne Kreis Bad Salzungen: Barchfeld, Gumpelstadt, Immelborn, Bad Liebenstein, Meimers, Schweina, Steinbach, Waldfisch, Witzelroda | Andreas Trautvetter    |
| 42  | Sonneberg                         | Landkreis Sonneberg | Winfried Kothe         |
| 43  | Suhl, Land – Schmalkalden II      | Landkreis Suhl Kreis Schmalkalden: Bermbach, Oberschönau, Steinbach-Hallenberg, Unterschönau | Bernd Wolf             |
| 44  | Suhl                              | Suhl | Werner Ulbrich         |